# Célia Šašić
Célia Šašić, née Okoyino da Mbabi le 27 juin 1988 à Bonn, est une footballeuse internationale allemande évoluant au poste de milieu de terrain.

## Biographie
De père camerounais et de mère française, Okoyino da Mbabi, communément appelée "Célia", adopte la citoyenneté allemande en 2004 précisant que c'était un choix naturel « étant née en Allemagne ». Elle remporte la Coupe du monde des moins de 19 ans en 2004 et obtient une médaille de bronze aux Jeux olympiques d'été de 2008. 
Elle ne prend pas part à l'Euro 2005 en raison d'un accident de ski, ni à la Coupe du monde 2007 en raison d'une fracture du tibia en mars 2007. Elle contracte également une mononucléose mi-2008. Elle participe comme membre de l'Équipe d'Allemagne de football féminin à la Coupe du monde de football féminin 2011 ainsi qu'au Championnat d'Europe 2013 remporté par les Allemandes.
En août 2013 elle se marie avec le footballeur croate Marko Šašić et prend pour identité officielle Célia Šašić.
Après une quatrième place à la Coupe du monde 2015, elle annonce sa retraite. 

## Palmarès
- En club : 
  - Vainqueur de la Ligue des champions féminine de l'UEFA 2014-2015.
  - Vainqueur de la Coupe d'Allemagne de football féminin en 2014
- En sélection :
  - Médaillée de bronze aux Jeux olympiques d'été de 2008
  - Championne d'Europe : 2009 et 2013.
  - Algarve Cup : 2006, 2012 et 2014.
  - Championne du monde des moins de 19 ans en 2004
- Distinctions individuelles
  - Meilleure buteuse de la Coupe du monde de football féminin 2015.
  - Meilleure buteuse de l'Algarve Cup en 2012.
  - Meilleure buteuse de la Ligue des champions féminine de l'UEFA 2014-2015.
  - Meilleure buteuse du Championnat d'Allemagne de football féminin en 2013-2014 et 2014-2015.
  - Footballeuse allemande de l'année 2012
  - Prix UEFA de la Meilleure joueuse d'Europe en 2015
  - Nommée dans l'équipe type de la FIFA FIFPro Women's World11 en 2015.